# Dyomyx consequens
Dyomyx consequens är en fjärilsart som beskrevs av Dyar. Dyomyx consequens ingår i släktet Dyomyx och familjen nattflyn. Inga underarter finns listade i Catalogue of Life.